# Acronioglenea besucheti
Acronioglenea besucheti – gatunek chrząszcza z rodziny kózkowatych i podrodziny zgrzypikowych. Jedyny przedstawiciel rodzaju Acronioglenea.

## Zasięg występowania
Gatunek ten występuje na filipińskiej wyspie Luzon.